# 17. Infanterie-Regiment (Reichswehr)
Das 17. (Preuß.-Braunschw.) Infanterie-Regiment war ein Regiment der Reichswehr und führte die Tradition von mehreren historischen Regimentern, darunter das Braunschweigische Infanterie-Regiment Nr. 92, weiter.

## Geschichte
Das Regiment wurde am 1. Januar 1921 aus dem Reichswehr-Schützen-Regiment 7 und dem Reichswehr-Infanterie-Regiment 20 des Übergangsheeres gebildet. Es bestand im Kern aus Einheiten der ehemaligen königlich-preußischen Armee im Wehrkreis VI und war der 6. Division unterstellt. Taktisch unterstand das Regiment dem Befehlshaber des Wehrkreises VI. Die Garnisonsstadt des Regiments war Braunschweig. Für die Einrichtung des Regiments wurde das III. Bataillon des Infanterie-Regiments 21 herangezogen, wobei der Stab zum II./17 kam. Dem Regiment wurde als Truppenkennzeichen ein „Totenkopf braunschweigischen Musters“ zugewiesen.
Bei der Umgliederung von der Reichswehr zur Wehrmacht wurde das Regiment am 1. Oktober 1934 zum Infanterie-Regiment Braunschweig umbenannt.

## Garnisonen
Folgende Zuordnung existierte:
- Braunschweig: Regimentsstab, I. (Braunschweigisches) Bataillon mit Stab mit 1., 2., 4. und 13. Kompanie
- Göttingen: II. (Preußisches) Bataillon mit Stab mit 5., 6., 7. und 8. Kompanie
- Goslar: III. (Preußisches) Jäger-Bataillon mit Stab mit 9., 10., 11. und 12. Kompanie
- Celle: (Preußisches) Ergänzungs-Bataillon mit 14. und 15. Kompanie

## Befehlshaber
| Nr. | Name                          | Beginn der Berufung | Ende der Berufung  |
| --- | ----------------------------- | ------------------- | ------------------ |
| 1.  | Oberst Hans von Brandenstein  | Aufstellung         | 15. Juni 1921      |
| 2.  | Oberst Joachim von Amsberg    | 16. Juni 1921       | 31. Dezember 1923  |
| 3.  | Oberst Heinrich von Bünau     | 1. Januar 1924      | 31. Oktober 1926   |
| 4.  | Oberst Joachim von Stülpnagel | 1. November 1926    | 31. Januar 1927    |
| 5.  | Oberst Benno Pflugradt        | 1. Februar 1927     | 28. Februar 1929   |
| 6.  | Oberst Alfred Streccius       | 1. März 1929        | 31. Januar 1931    |
| 7.  | Oberst Hermann Geyer          | 1. Februar 1931     | 30. September 1932 |
| 8.  | Oberst Hermann Hoth           | 1. Oktober 1932     | 31. Juli 1933      |
| 9.  | Oberst Helmuth Felmy          | 1. August 1933      | 30. November 1933  |
| 10. | Generalmajor Georg von Apell  | 1. Dezember 1933    | Umbenennung        |

## Sonstiges

### Traditionsübernahme
Das Regiment übernahm 1921 die Tradition der alten Regimenter:
1. Kompanie: Braunschweigisches Infanterie-Regiment Nr. 92
2. Kompanie: 10. Rheinisches Infanterie-Regiment Nr. 161
3. Kompanie: nicht bekannt
4. Kompanie: Braunschweigisches Infanterie-Regiment Nr. 92
5. Kompanie: 2. Kurhessisches Infanterie-Regiment Nr. 82
6. Kompanie: 2. Unter-Elsässisches Infanterie-Regiment Nr. 137
7. Kompanie: 8. Westfälisches Infanterie-Regiment "Herzog Ferdinand von Braunschweig" Nr. 57
8. Kompanie: 3. Ober-Elsässisches Infanterie-Regiment Nr. 172
9. Kompanie: Hannoversches Jäger-Bataillon Nr. 10
10. Kompanie: 7. Westfälisches Infanterie-Regiment "Vogel von Falkenstein" Nr. 56
11. Kompanie: Rheinisches Jäger-Bataillon Nr. 8
12. Kompanie: Hannoversches Jäger-Bataillon Nr. 10
13. Kompanie: 3. Lothringisches Infanterie-Regiment Nr. 135
14. Kompanie: 1. Unter-Elsässisches Infanterie-Regiment Nr. 132
15. Kompanie: 2. Hannoversches Infanterie-Regiment Nr. 77
16. Kompanie: nicht bekannt

### Bekannte Regimentsangehörige
- Generalmajor Heinz Günther Guderian, 1922 Kommandeur des III. Bataillons[5]
- General der Infanterie Hans Krebs, diente ab 1920 mit Unterbrechungen
- General der Infanterie Kurt von der Chevallerie, Kommandeur des II. Bataillons
- SS-Obergruppenführer Matthias Kleinheisterkamp, Zugführer des I. Bataillons
- General der Gebirgstruppe Hans Kreysing, Chef der 6. Kompanie
- General der Infanterie Alexander von Hartmann, Kompaniechef
- General der Panzertruppe Friedrich Kühn, Kompaniechef
- General der Infanterie Hermann Niehoff, Kompanieoffizier
- Generalleutnant Walther Krause, Kompaniechef
- General der Panzertruppe Hermann Breith, Bataillonsadjutant
- General der Flieger Bodo von Witzendorff, Bataillonskommandeur
- Generalleutnant Carl von Tiedemann, Kommandeur des II. Bataillons
- General der Infanterie Erich Lüdke, Kompaniechef
- General der Flieger Heribert Fütterer, Kompanieoffizier
- General der Infanterie Herbert Fischer, Kommandeur des I. Bataillons
- Generalmajor Hans Heinrich Beyer, Kompaniechef
- Generalleutnant Heinrich Kirchheim, Kompaniechef
- General der Infanterie Kurt Röpke, diente als Oberleutnant im Regiment
- Generalmajor Curt von Einem, Kommandeur des III. Bataillons
- Generalmajor Ernst Adolph, Bataillonskommandeur
- Generalmajor Eckart von Tschammer und Osten, diente als Major